# Vion (Sarthe)
Vion ist eine französische Gemeinde mit 1.383 Einwohnern (Stand: 1. Januar 2022) im Département Sarthe in der Region Pays de la Loire. Sie gehört zum Arrondissement La Flèche und zum Kanton Sablé-sur-Sarthe. Die Einwohner werden Vionnais und Vionnaises genannt.

## Geographie
Vion liegt in der historischen Provinz Maine etwa 45 Kilometer südwestlich von Le Mans. Umgeben wird Vion von den Nachbargemeinden Solesmes im Norden, Parcé-sur-Sarthe im Norden und Nordosten, Louailles im Süden und Südosten, Précigné im Süden und Südwesten, Courtillers im Westen sowie Sablé-sur-Sarthe im Nordwesten.

## Bevölkerungsentwicklung
| Jahr                       | 1962 | 1968 | 1975 | 1982 | 1990 | 1999 | 2006 | 2013 | 2020 |
| Einwohner                  | 728  | 739  | 788  | 851  | 965  | 1117 | 1327 | 1458 | 1426 |
| Quellen: Cassini und INSEE |      |      |      |      |      |      |      |      |      |

## Sehenswürdigkeiten
- Basilika Notre-Dame-du-Chêne aus dem 19. Jahrhundert
- Pfarrkirche Saint-Aubin, im 19. Jahrhundert neu gebaut
- Ruine der ehemaligen Friedhofskapelle Saint-Julien aus dem 15. oder 16. Jahrhundert, zerstört 1793
- Herrenhaus Souday aus dem 13. oder 14. Jahrhundert
- Haus, genannt „Le Grand Logis“ aus dem 15. oder 16. Jahrhundert mit Umbauten im 17. und im 19. Jahrhundert

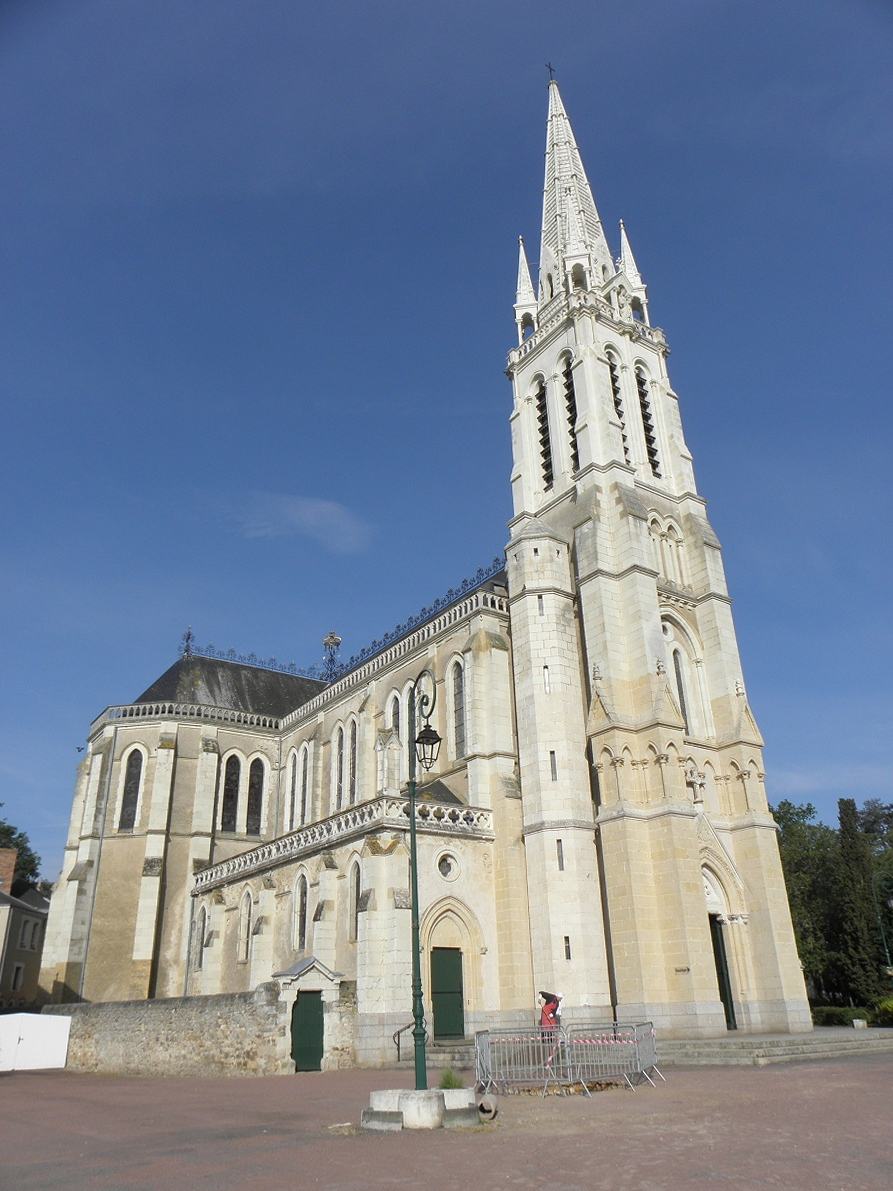
Basilika Notre-Dame du Chêne
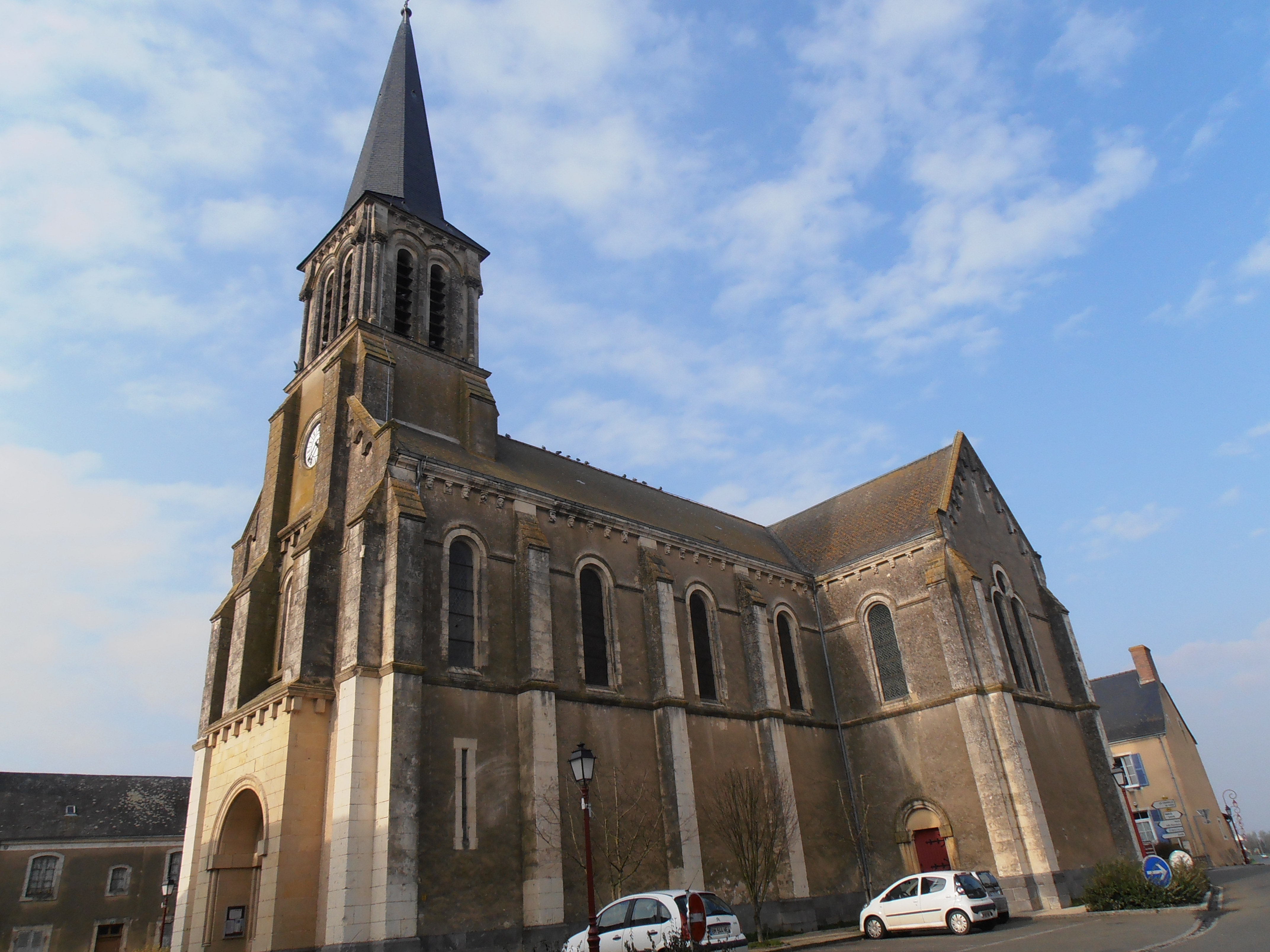
Pfarrkirche Saint-Aubin
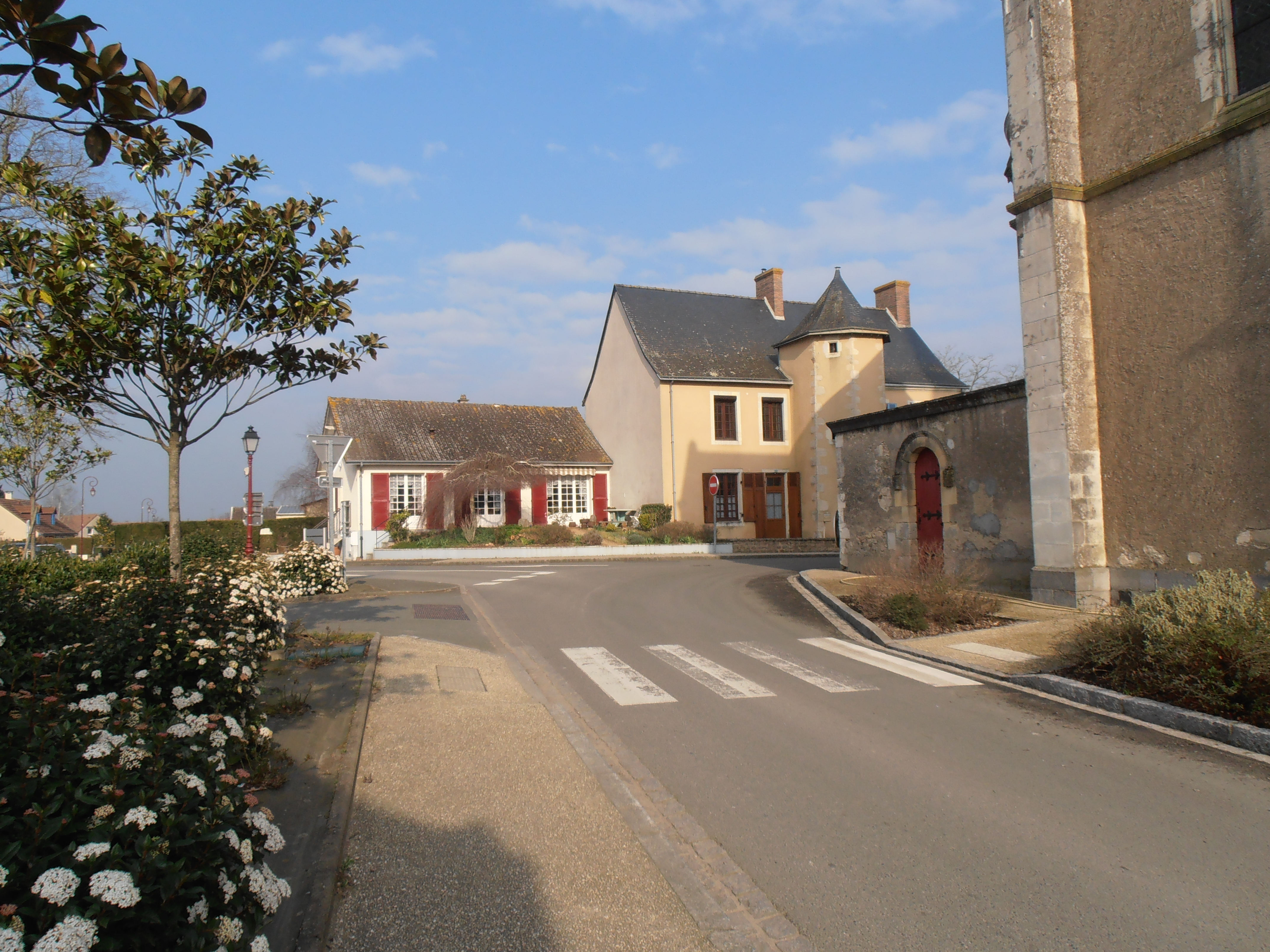
Ortszentrum mit Haus, genannt „Le Grand Logis“ im Hintergrund